# 蘇杭街

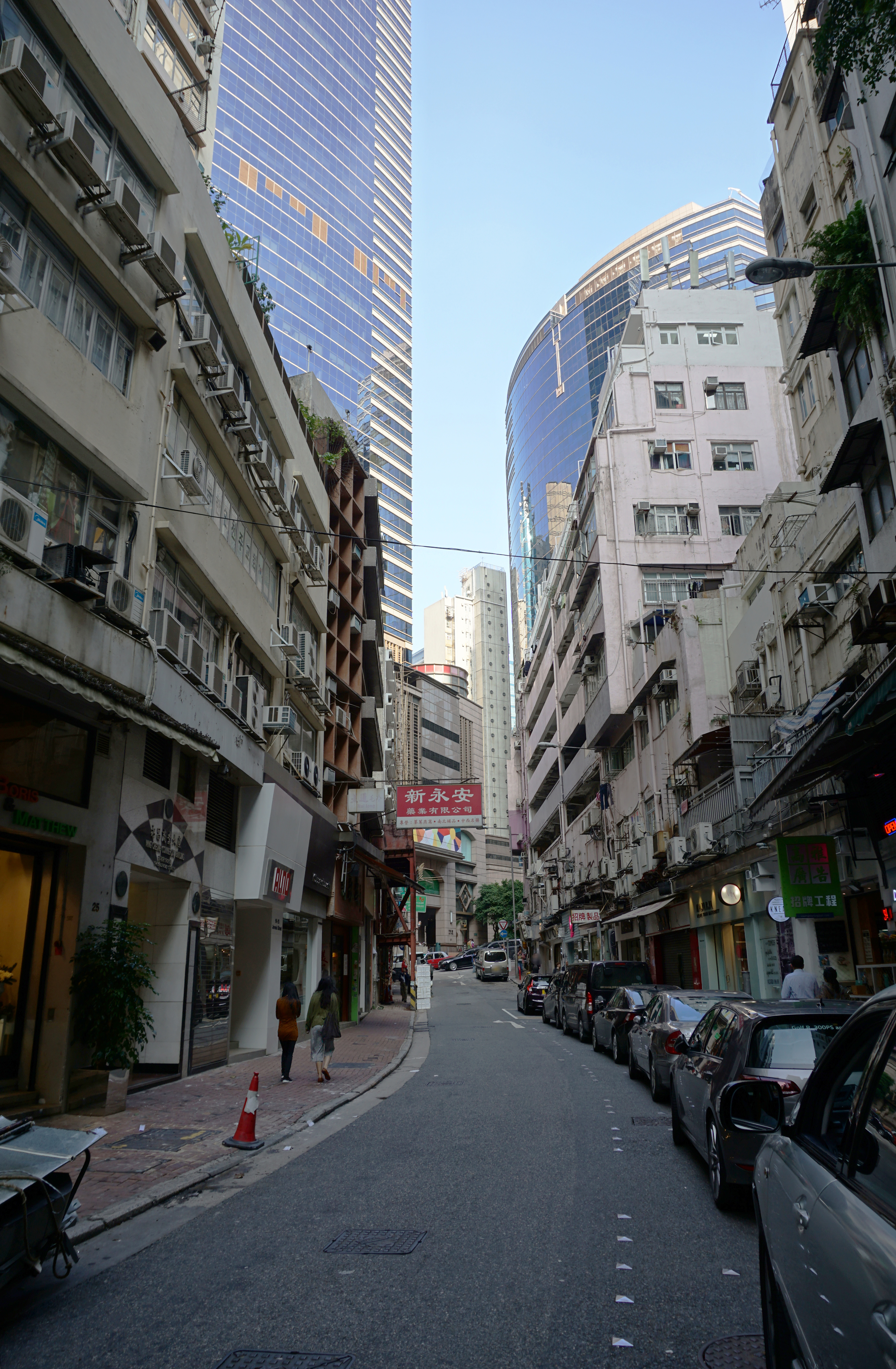
蘇杭街東端

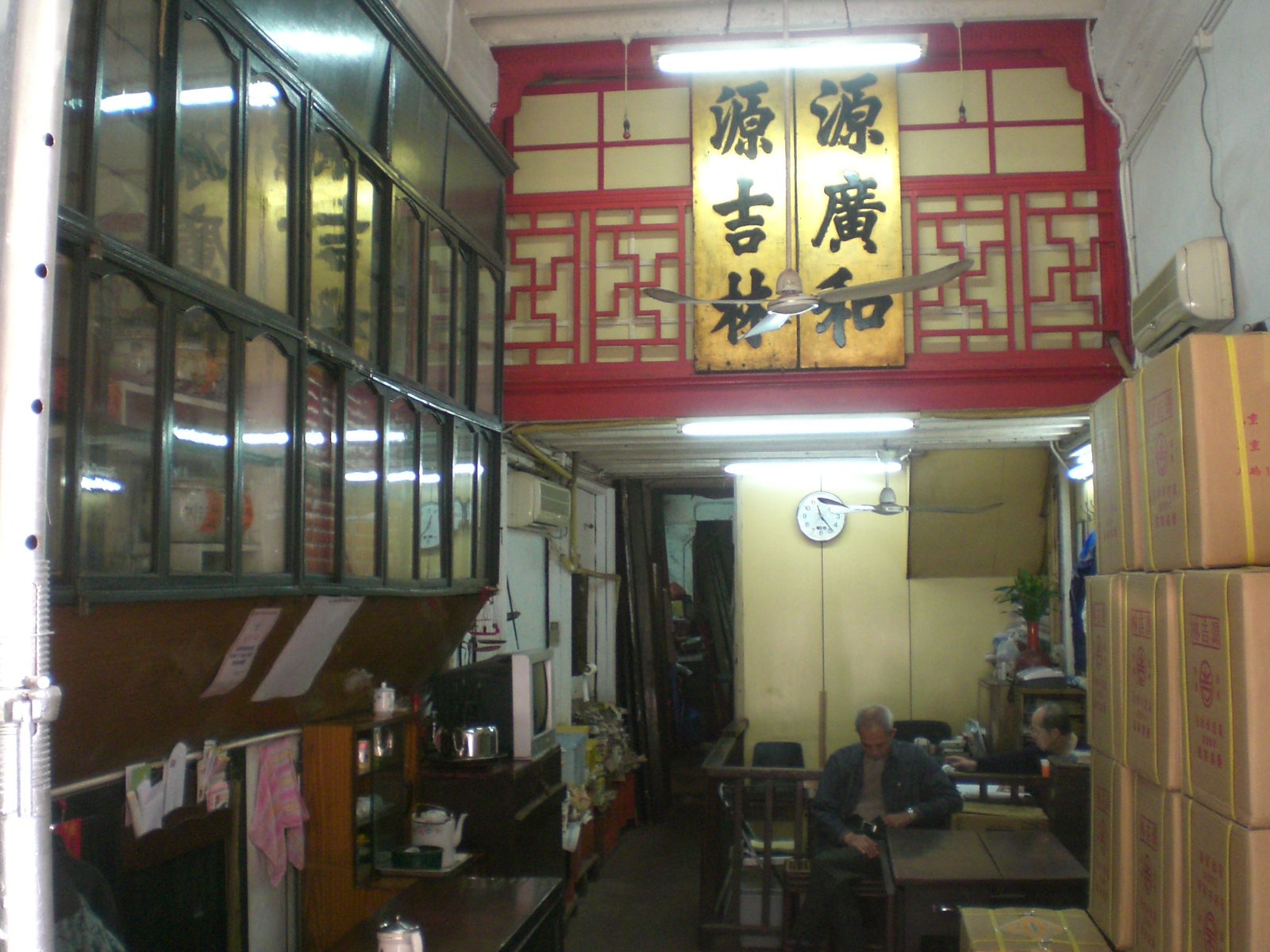
香港老字號源吉林

蘇杭街（英語：Jervois Street），舊稱乍畏街，是香港香港島中西區的一條街道，由西向東單向單程行車，位於上環皇后大道中以北，德輔道中以南，摩利臣街上環市政大廈以東，中遠大廈及新紀元廣場以西。

## 歷史
威廉·乍畏（William Jervois）是一名英國將軍的名字，是港督文咸時代的英軍司令。 之前，在1851年12月28日，上環街市附近一帶，發生一場大火災，有幾百間屋燒毀，30多人遇害。 火災之後重建，由威廉‧乍畏總司令官領導，以災後廢料填海取地，開發了一條街道，自封其名「乍畏街」（Jervois音譯）。 不過，由於乍畏街多數商店都是銷售蘇州、杭州的布疋絲綢及女性用品等，布料商號接近80間，生意興隆，所以華人習慣稱之為「蘇杭街」。 當時，蘇杭街毗鄰跨境碼頭、三角碼頭及煙花之地等，所以生意極盛，有「夜中環」之稱。 

## 交通
港鐵
- █  港島綫：上環站(永樂街A2出口)

## 近況
現在的蘇杭街是一條多樣化的街道。 路上有5層高的唐樓、10多層高的洋樓、20層高以上的商業大廈，集處其中。 兩旁是臨街的商鋪，有布疋批發商、小食店、裕記雜貨店、凍肉店、舊式米鋪、西式花店、必勝客、廣告招牌工程公司、裝修物料供應商、潮州食品外賣店、廢料回收商等。

## 鄰近
- 禧利街
- 急庇利街
- 孖沙街
- 文咸東街

## 相關
- 香港規劃史

## 外部連結
- 【文化籽】嫌譯名不吉 乍畏街譯名蘇杭街 （页面存档备份，存于） 蘋果日報 (香港)，2015年8月23日